# Лефкас
Лефка́с (Левка́с, греч. Λευκάς), также Лефка́да (Левкада, Λευκάδα) — греческий остров в Ионическом море, у северо-западного побережья исторической области Акарнания — юго-западной части Средней Греции, от которого отделён неглубокой лагуной и узким (25 м) искусственным каналом Лефкас. Административно относится к одноимённой общине в одноимённой периферийной единице в периферии Ионические острова. Население 22 652 человек по переписи 2011 года.
Площадь острова составляет 353,121 км². Является четвертым по величине из Ионических островов (после Кефалинии, Керкиры и Закинфа). Берега острова сильно изрезаны, с небольшими заливами, протяженность береговой линии — 139 км. Лефкас является самым гористым из Ионических островов. Наивысшая точка — вершина Мнимати («Σταυρωτά» ή «Σταυρωτάς») гор Элати высотой 1158 м над уровнем моря.
Лефкас, как и остальные Ионические острова, образовался в результате большого прибрежного разлома, изолировавшего его от материка.
В XVIII—XIX веках назывался также Агия-Мавра (Santa Maura, Αγία Μαύρα, остров Святой Мавры) по имени одноимённой церкви-крепости, построенной крестоносцами в XIII веке.
Крупнейший населённый пункт и административный центр периферийной единицы и общины — город Лефкас, расположенный на севере острова примерно в 20 минутах езды до аэропорта города Превезы. Есть морское и автобусное сообщение с континентальной Грецией через понтонный мост и насыпь. Существует регулярное паромное сообщение с Кефалинией, Итакой и Меганиси.
На восточном побережье острова находятся небольшие курорты Лийя, Никиана (Νικιάνα) и Периялион (Περιγιάλιον), а также самый большой курорт на острове — Нидрион, расположенный немного южнее. В 20 км к юго-западу от Нидриона находится курорт Василики — центр виндсёрфинга. На западном побережье острова расположен пляж Порто-Кацики (Πόρτο Κατσίκι).
Климат отличается прохладным летом и мягкой зимой.
Архитектура Лефкаса, а также остальных Ионических островов находится под влиянием Запада, хотя остров находился под властью венецианцев гораздо меньше времени, чем другие острова. Близость к материковой Греции способствовала сохранению достаточно сильных поствизантийских традиций. На Лефкасе много деревянных домов из-за частых разрушительных землетрясений, от которых страдает остров. Также принято строить деревянную раму вдоль внутренних стен зданий и особенно церквей, чтобы стены не падали внутрь и, таким образом, защищать прихожан, иконы и утварь.
Достопримечательности острова, помимо достопримечательностей столицы, включают венецианский замок XIV века, построенный Иоанном I Орсини и окружающий церковь Святой Мавры XIII века (откуда произошло франкское название острова Санта-Мавра, Santa Maura), руины храма Аполлона и монастырь Святого Николая Нирского (Μονή Αγίου Νικολάου Ιράς, XVII век) у села Айос-Николаос-Нирас, горное село Карья с его традиционной архитектурой и обычаями, руины эпохи ранней бронзы (ок. 2000 г. до н. э.) в Нидрионе, церковь Вознесения с фресками XVI века в Поросе и другие.
На мысе Дукатон находится маяк.
Лефкас была родиной многих известных людей XVII—XX века. Уродженцами Лефкаса были поэты Иоаннис Замбелиос, Аристотелис Валаоритис и Ангелос Сикелианос, писатель Лефкадио Хирн (сын ирландца и гречанки), историк и филолог Спиридион Замбелиос, историк Никос Зворонос, актёр Дзавалас Карусос.
В церковном отношении относится к Левкадской и Итакийской митрополии Элладской православной церкви, кафедральный собор Пресвятой Богородицы Евангелистрии находится в городе Лефкас.

## История
В древности невысокий хребет ещё соединял Акарнанию с холмом, на котором позже построен акрополь Лефкаса (над солончаками и севернее самого узкого места канала). Впервые коринфяне прорыли канал через перешеек после основания колонии в VIII веке до н. э. В римские времена в южной части канала был мост. 
Юго-западной оконечностью острова является мыс Левката (ныне — Дукатон), представляющий скалу белого цвета (от др.-греч. λευκός — «белый»), от которого остров и получил название. У мыса Левката находилось святилище Аполлона. По преданию поэтесса Сапфо бросилась с мыса Левката в море.
В поздней античности относился к провинции Эпир.
Сведения о Лефкасе в византийский период минимальны. В 887 году остров принадлежал Кефалинии и в 1099 и 1103 годах был разграблен пизанцами. После захвата Константинополя крестоносцами в 1204 году Лефкас стал частью Эпирского деспотата. В 1294 году правитель Эпира Никифор I Комнин Дука отдал остров в качестве приданого дочери, вступившей в брак с графом Кефалинии Иоанном I Орсини. В 1331 году остров оккупирован Готье VI де Бриенном, представителем Анжуйской династии, который передал его венецианцу Грациану Цорци (Джорджи) в 1355 году. Однако жители Лефкаса по наущению деспота Эпира Никифора II Орсини восстали против Цорци, которого они передали Никифору. Это восстание вдохновило поэта Аристотелиса Валаоритиса на неоконченное произведение «Фотинос». Цорци, однако, вернулся на Лефкас, которым правил до своей смерти в 1362 году. Затем Лефкас перешёл представителям итальянского рода Токко. Последний из графов этой династии, Леонардо III Токко помогал венецианцам в войне против Османской империи и благоволил православным, чтобы завоевать симпатию жителей острова. В этот период около 15 000 греческих беженцев из Средней Греции нашли убежище на Лефкасе.
В 1479 году Лефкас захвачен турками. В 1500 году остров захватили венецианцы, но год спустя вернули туркам.
В 1684 году остров захватили венецианцы.
По Кампо-Формийскому мирному договору 1797 года остров попал под власть Первой Французской республики. В 1798 году французский гарнизон изгнан русско-турецким флотом в ходе средиземноморского похода Ушакова. Остров вошёл в автономную Республику Семи Соединённых Островов, находившуюся под протекторатом Турции и России. По Тильзитскому мирному договору 1807 года остров снова перешёл под власть французской Первой империи. В 1810 году остров заняли англичане. До 1864 года остров входил в основанную в 1815 году Ионическую республику под английским протекторатом. В 1819 году на Лефкасе вспыхнуло восстание.
По Лондонскому договору 1864 года остров передан королевству Греция.

## Археология
Остров — территория множества находок доисторического периода, но все они незначительны. В Нидрионе немецкий археолог Вильгельм Дёрпфельд раскопал и выявил круглые здания раннего бронзового века (около 2000 года до н. э.), аналогом которых является круглое здание, раскопанное под дворцом Тиринфа. Дёрпфельд утверждал, что Лефкас следует идентифицировать с Итакой, родиной Одиссея, но его утверждение не подтверждается археологическими находками.